# Fernando León Boissier
Fernando León Boissier (Las Palmas de Gran Canaria, 28 de mayo de 1966) es un deportista español que compite en vela en la clases Snipe, Tornado, 470 y Soling. 
Participó en cuatro Juegos Olímpicos de Verano, obteniendo una medalla de oro en Atlanta 1996 en la clase Tornado (junto con José Luis Ballester), el cuarto lugar en Seúl 1988 (470), el sexto en Barcelona 1992 (Soling) y el noveno en Sídney 2000 (Tornado).
Ganó cinco medallas en el Campeonato Mundial de Tornado entre los años 1994 y 1998, y dos medallas de bronce en el Campeonato Europeo de Tornado, en los años 1997 y 1999.

## Palmarés internacional
| Juegos Olímpicos   | Juegos Olímpicos             | Juegos Olímpicos  | Juegos Olímpicos |
| Año                | Lugar                        | Medalla           | Clase            |
| ------------------ | ---------------------------- | ----------------- | ---------------- |
| 1996               | Atlanta ( Estados Unidos)    | Medalla de oro    | Tornado          |
| Campeonato Mundial |                              |                   |                  |
| Año                | Lugar                        | Medalla           | Clase            |
| 1994               | Båstad ( Suecia)             | Medalla de oro    | Tornado          |
| 1995               | Kingston ( Canadá)           | Medalla de bronce | Tornado          |
| 1996               | Brisbane ( Australia)        | Medalla de plata  | Tornado          |
| 1997               | Hamilton ( Bermudas)         | Medalla de plata  | Tornado          |
| 1998               | Búzios ( Brasil)             | Medalla de bronce | Tornado          |
| Campeonato Europeo |                              |                   |                  |
| Año                | Lugar                        | Medalla           | Clase            |
| 1997               | La Grande-Motte ( Francia)   | Medalla de bronce | Tornado          |
| 1999               | Puerto de Pollensa ( España) | Medalla de bronce | Tornado          |